# 고남석
고남석(高南碩, 1958년 1월 15일 - )은 대한민국의 정치인이다. 제2·3대 인천광역시의원, 제 6·8대 연수구청장을 역임했다.

## 학력
- 인천송현국민학교 졸업
- 인천남중학교 졸업
- 인천 제물포고등학교 졸업
- 동국대학교 철학과 졸업
- 인하대학교 대학원 국제통상학 석사
- 인하대학교 대학원 국제통상학 박사과정(3차)

## 경력
- 인천항만공사 초대 상임감사
- 1995년 7월 ~ 1998년 6월: 제2대 인천광역시의회 의원(민선 1기, 인천 연수구 제3선거구, 민주당→무소속→새정치국민회의, 초선)
- 1998년 6월 ~ 2002년 4월: 제3대 인천광역시의회 의원(민선 2기, 인천 연수구 제2선거구, 새정치국민회의→새천년민주당, 재선)
- 인천광역시의회 내무위원장(2,3대 의원)
- 시립인천대학교 운영위원
- 재단법인 인천발전연구원 이사장
- 인하대학교 부설 산업경제연구소 초빙연구위원
- 사단법인 인천연수문화원 이사장
- 선학종합사회복지관 운영위원
- 인하대학교 행정학과 초빙교수
- 인천대학교 행정학과 겸임교수
- 경인여자대학교 비서행정학과 특임강사
- 제16대 대통령 선거 새천년민주당 노무현 대통령 후보 연수구 선대위원장
- 제15대 대통령 선거 새정치국민회의 김대중 대통령 후보 인천광역시당 사무처장
- 2004년 제17대 국회의원 선거 연수구 국회의원 후보(열린우리당)
- 2002년 제3회 전국동시지방선거 연수구청장 후보(새천년민주당)
- 열린우리당 인천광역시당 연수구 당원협의회 위원장
- 대통합민주신당 인천광역시당 연수구 지역위원회 위원장
- 통합민주당 인천광역시당 연수구 지역위원회 위원장
- 민주당 인천광역시당 연수구 지역위원회 위원장
- 2010년 7월~2014년 6월: 제6대 인천광역시 연수구청장(민선 5기, 민주당→민주통합당→민주당→더불어민주당, 초선)
- 2018년 7월~2022년 6월: 제8대 인천광역시 연수구청장(민선 7기, 더불어민주당, 재선)
- 2020년 9월~2022년 6월: 전국시장·군수·구청장협의회 감사 겸 지역공동회장 겸 인천 협의회장
- 2024년 1월~2024년 2월: 제22대 국회의원 선거 인천 연수구 을 더불어민주당 국회의원 경선후보
- 2024년 7월~: 더불어민주당 인천광역시당 위원장

### 자문위원 경력
- 청학동마을공동체위원회 자문위원
- 인천환경운동연합 자문위원
- '아름다운 가게' 자문위원

## 역대 선거 결과
|  | 52.46% |

|  | 47.62% |

|  | 39.51% |

|  | 42.02% |

|  | 48.89% |

|  | 44.84% |

|  | 58.58% |

|  | 45.17% |

## 소속 정당
| 소속 정당 | 소속 정당      | 소속 기간 | 비고      |
| --------- | -------------- | --------- | --------- |
|           | 민주당         | 1995      | 정계 입문 |
|           | 무소속         | 1995      | 탈당      |
|           | 새정치국민회의 | 1995~2000 | 창당      |
|           | 새천년민주당   | 2000~2003 | 합당      |
|           | 무소속         | 2003      | 탈당      |
|           | 열린우리당     | 2003~2007 | 창당      |
|           | 대통합민주신당 | 2007~2008 | 합당      |
|           | 통합민주당     | 2008      | 합당      |
|           | 민주당         | 2008~2011 | 당명 변경 |
|           | 민주통합당     | 2011~2013 | 합당      |
|           | 민주당         | 2013~2014 | 당명 변경 |
|           | 새정치민주연합 | 2014~2015 | 합당      |
|           | 더불어민주당   | 2015~현재 | 당명 변경 |